# Necterosoma timorense
Necterosoma timorense es una especie de coleóptero adéfago perteneciente a la familia Dytiscidae.

## Distribución geográfica
Habita en la isla de Timor.